# 태양의 소녀들 (영화)
태양의 소녀들(프랑스어: Les filles du soleil)은 2018년 공개된 영화이다. 2014년에 IS가 이라크 북서부의 신자르 산맥에 사는 소수 민족 야지디를 습격한 사건을 모티브로 하고 있다.

## 출연진
- 골쉬프테 파라하니 - 바하르 역
- 엠마누엘 베르코 - 마틸드 역
- 에롤 아프신 - 티레시 역
- 에빈 아마드 - 달리아 역
- 베히 다나티 아타이